# Tubby's Spanish Girls
Tubby's Spanish Girls è un cortometraggio muto del 1916 diretto da Frank Wilson. Fu il quarto corto - distribuito nel settembre 1916 - della serie di comiche The Adventures of Tubby prodotta dalla Hepworth.

## Produzione
Il film fu prodotto dalla Hepworth.

## Distribuzione
Distribuito dalla Thanhouser Film, il film - un cortometraggio di 244 metri - uscì nelle sale cinematografiche britanniche nel settembre 1916.
Fu distrutto nel 1924 dallo stesso produttore, Cecil M. Hepworth. Fallito, in gravissime difficoltà finanziarie, Hepworth pensò in questo modo di poter almeno recuperare il nitrato d'argento della pellicola.